# Jean Berhaut
Jean-Robert Berhaut (1902 - París, 3 de agosto de 1977) fue un religioso, y botánico, francés, que trabajó en el "Instituto de Botánica de Estrasburgo", en el Laboratorio de Morfología Experimental.

## Algunas publicaciones

### Libros
- 1954. Flore du Sénégal: brousse et jardins (savanes de l'Afrique occidentale) Clé pratique permettatnt l'analyse facile et rapide des plantes. 300 pp.
- 1971. Flore illustrée du Sénégal: Balanophoracées à composées. Volumen 2 de Flore illustrée du Sénégal. 634 pp.
- 1975. Flore illustrée du Sénégal: Ficoidées à Légumineuses. Volumen 4 de Flore illustrée du Sénégal. Ed. Gouvernement du Sénégal, Ministère du Développement Rural et de l'Hydraulique, Direction des Eaux et Forêts. 625 pp.
- 1976a. Dicotylédones. Ed. Ministère du Développement Rural. 667 pp.
- 1976b. Flore illustrée du Sénégal: Connaracées à euphorbiacées. Volumen 3 de Flore illustrée du Sénégal. 634 pp.
- 1976c. Flore illustrée du Sénégal: Légumineuses Papilionacées. Volumen 5 de Flore illustrée du Sénégal. 658 pp.
- 1979. Flore illustrée du Sénégal: Linacées à Nymphéacées. Volumen 6 de Flore illustrée du Sénégal. 636 pp.
- 1988a. Flore illustrée du Sénégal: Monocotylédones et Ptéridophytes. Gouv. du Sénégal, Protection de la nature, Dir. des Eaux et Forêts. 523 pp.
- -----------, Constant Vanden Berghen. 1988b. Monocotylédones et Ptéridophytes: Agavacées à Orchidacées. Volumen 9 de Flore illustrée du Sénégal. Ed. Ministère du Développement Rural. 523 pp.

## Eponimia
- Género de plantas de las lorantáceas: Berhautia Balle[1]